# Yvonne Monlaur
Yvonne Monlaur, bürgerlich Comtesse (Gräfin) Yvonne Thérèse Marie Camille Bedat de Monlaur (* 15. Dezember 1935 in Pau, Frankreich; † 18. April 2017 in Neuilly-sur-Seine), war eine seit 1967 inaktive französische Schauspielerin mit Hauptrollen in europäischen Filmen der späten 1950er und frühen 1960er Jahre.

## Leben und Wirken
Die im Pyrenäen-Vorland geborene Tochter eines exilrussischen Grafen und einer französischen Balletttänzerin wandelte als junges Mädchen auf den Spuren ihrer Mutter und begann in der frühen Nachkriegszeit als Tänzerin aufzutreten. Im August 1955 debütierte die 19-jährige Yvonne Monlaur mit einer winzigen Rolle vor der Filmkamera. Ihre leicht exotisch wirkende Schönheit ließ bald auch italienische Filmproduzenten auf Monlaur aufmerksam werden, doch erst mit ihrem Wechsel nach Großbritannien, wo sie 1959 in der Komödie Inn for Trouble ihr englischsprachiges Kinofilmdebüt gab, kam ihre Karriere in Schwung. Yvonne Monlaur machte 1960 von sich reden mit ihren Auftritten in zwei britischen Horrorfilmen (Der rote Schatten, Dracula und seine Bräute) und, nach dem Dracula-Film, einer weiteren Hammer-Film-Produktion Terror der Tongs (1961). Wenig später kehrte sie nach Frankreich zurück und wurde zweimal Filmpartnerin von Eddie Constantine.
1965 stand Monlaur zur Diskussion, als die Rolle der Domino in dem James-Bond-Film Feuerball, die schließlich an Claudine Auger ging, besetzt werden sollte. Wenig später beendete Yvonne Monlaur ihre kurzlebige Filmkarriere mit Auftritten in zwei deutschen Krimis, dem Jerry-Cotton-Streifen Die Rechnung – eiskalt serviert und dem ersten der (damals so genannten) ZDF-Superkrimis, Der Tod läuft hinterher an der Seite Joachim Fuchsbergers. In dieser Abschiedsvorstellung kehrte sie 1967 zu ihren Wurzeln zurück und verkörperte im ersten Teil eine Tänzerin, die von Fuchsberger tot aufgefunden wird. Anschließend zog sich Yvonne Monlaur ins Privatleben zurück.

## Filmografie (Auswahl)
- 1955: Dreizehn an einem Tisch (Treize à table)
- 1956: Liebe, Frauen und Paris (Mannequins de Paris)
- 1956: Honoré de Marseille
- 1957: Junge Rosen im Wind (Les Collégiennes)
- 1957: Die schöne Portugiesin (Les Lavandières du Portugal)
- 1958: Amore a prima vista
- 1958: Drei Ausländerinnen in Rom (3 straniere a Roma)
- 1958: Anche l’inferno Trema
- 1959: Avventura a Capri
- 1959: Destinazione Sanremo
- 1959: Dieser Schatz von Papa (Quel tesoro di papà)
- 1959: Es begann in Neapel (It Started in Naples)
- 1960: Der rote Schatten (Circus of Horrors)
- 1960: Dracula und seine Bräute (The Brides of Dracula)
- 1960: Terror der Tongs (The Terror of the Tongs)
- 1962: Brillanten des Todes (Time to Remember)
- 1962: Das ist nichts für kleine Mädchen (Lemmy pour les dames)
- 1962: Die tollen Hunde der karibischen See (Lo sparviero dei Caraibi)
- 1963: Alles wegen dieser Frauen (À cause, à cause d’une femme)
- 1963: Le concerto de la peur
- 1964: Bayard (Fernsehserie)
- 1964: Nick Carter schlägt alles zusammen (Nick Carter va tout casser)
- 1964: Der Himmel brennt (Le Ciel sur la tête)
- 1965: Gleich wirst du singen, Vögelein (Mission spéciale à Caracas)
- 1966: Die Rechnung – eiskalt serviert
- 1967: Der Tod läuft hinterher (dreiteiliger Fernsehkrimi)